# Synagoge (Versailles)

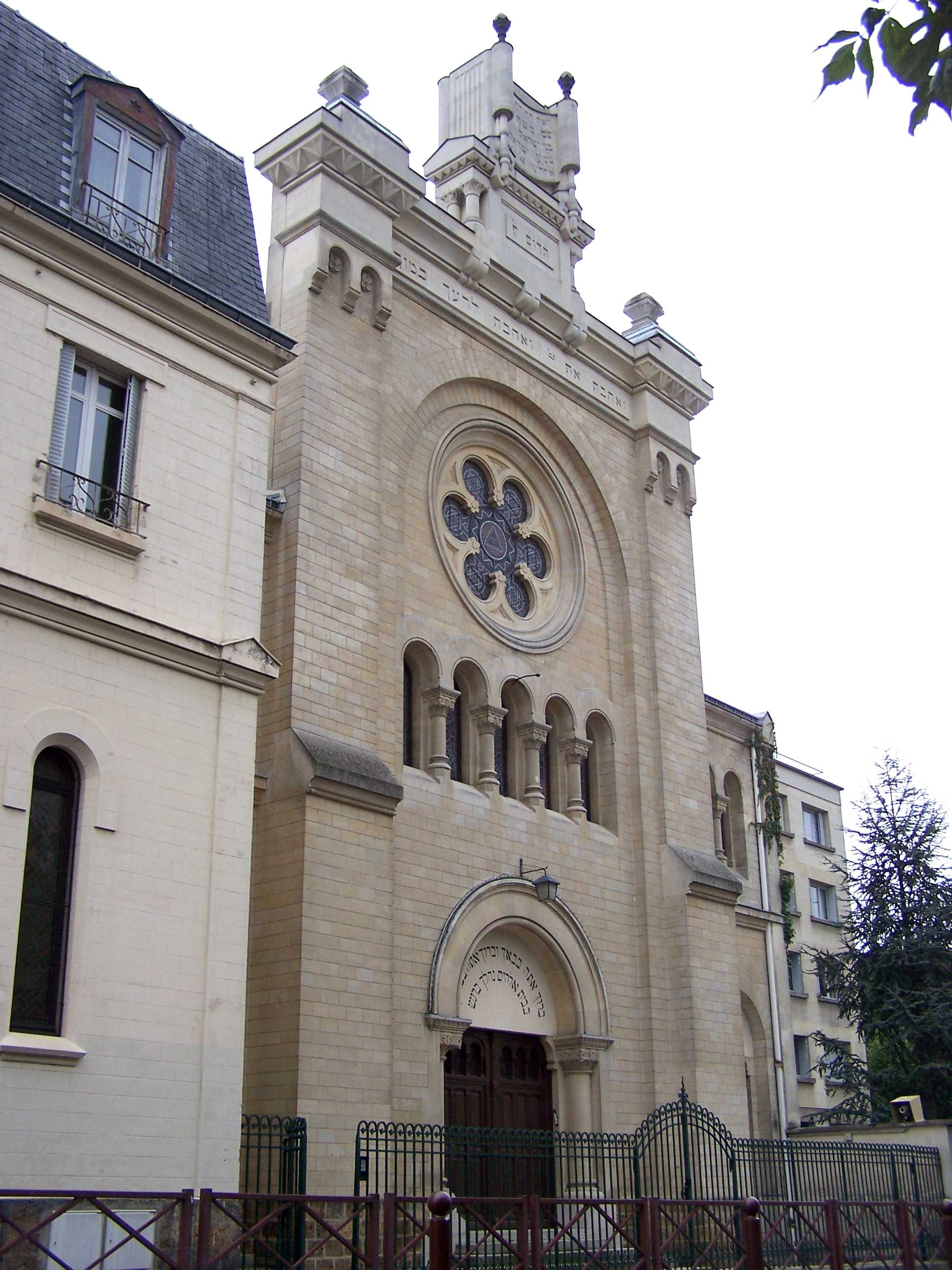
Synagogue Versailles, Ansicht der Fassade mit Gesetzestafeln

Die Synagoge Versailles befindet sich in der Stadt Versailles im Westen der französischen Hauptstadt Paris.

## Bauwerk
Die zwischen 1884 und 1886 erbaute Synagoge liegt an der 10, rue Albert Joly. Sie ist eine der ältesten Synagogen der Île-de-France und wurde  von dem Architekten Alfred-Philibert Aldrophe, der weitere Synagogen entwarf, erbaut. Die Einweihung fand am 22. September 1886 statt. Finanziert wurde die Synagoge von Cécile Furtado-Heine (1821–1896), die Frau das Bankiers Charles Heine, einem Onkel des Schriftstellers Heinrich Heine.
Die Synagoge ist in der typischen Synagogenarchitektur Westeuropas dieser Zeit erbaut: Eine Mischung aus neoromanischen und neobyzantinischen Stilelementen. Zwillingsfenster und Strebepfeiler sind die äußeren Merkmale. In dieser Zeit wurde beim Bau von Synagogen die bisherige Bescheidenheit aufgegeben, d. h. man sah früheren Synagogenbauten von außen ihre Funktion nicht an, und der Wille ein imposantes Gebäude zu errichten ist hier klar erkennbar.
Über dem Eingang sind auf Hebräisch Bibelverse eingemeißelt.
Während die Synagoge ursprünglich für die aschkenasischen Gläubigen erbaut wurde, dient sie nun dem sefardischen Ritus, denn mehrheitlich kommen die Gläubigen aus Marokko. Der Großvater des bekannten Anthropologen und Ethnologen Claude Lévi-Strauss war Rabbiner dieser Synagoge. Links neben der Synagoge befindet sich das Haus des Rabbiners mit einem kleinen Betsaal, dessen Glasfenster von der Straße aus zu sehen sind.

## Orgel
Die Synagoge beherbergt eine Orgel, die 1887 mutmaßlich von dem Orgelbauer Aristide Cavaillé-Coll mit fünf Register auf einem Manual erbaut wurde. Später wurde das Instrument eingreifend umgebaut und erweitert und verfügt heute über 16 Register auf drei Manualen und Pedal. Die Spiel- und Registertrakturen sind mechanisch.
| I Grand Orgue C–c3 |     |
| Quintaton          | 16′ |
| Montre             | 8′  |
| Prestant           | 4′  |
| Doublette          | 2′  |
| Carillon III       |     |
| Trompette          | 8′  |

| II Positif C–c3 |    |
| Bourdon         | 8′ |
| Salicet         | 4′ |
| Cor de nuit     | 2′ |
| Cromorne        | 8′ |
| Tremblant doux  |    |

| III Récit C–c3 |    |
| Gambe          | 8′ |
| Voix céleste   | 8′ |
| Cornet IV      |    |
| Tremblant fort |    |

| Pédale C–g1 |     |
| Soubasse    | 16′ |
| Basson      | 16′ |
| Tuba solo   | 8′  |

- Koppeln: II/I, III/I, III/I, I/P, II/P, III/P